# Alois Maria Nagler
Alois Maria Nagler (geboren 14. September 1907 in Graz, Österreich-Ungarn; gestorben 26. April 1993 in Wallingford) war ein österreichisch-US-amerikanischer Theaterwissenschaftler.

## Leben
Nagler war ein Sohn des Alois Nagler und der Auguste Schupp. Er studierte ab 1926 Philologie an der Universität Graz und der Universität Wien und wurde 1930 in Graz promoviert. Er arbeitete als freiberuflicher Herausgeber und schrieb Theaterkritiken für die Wiener Neuesten Nachrichten. Er heiratete 1933 Erna Scheinberger, die 1983 starb. Ende der 1930er Jahre nahm Nagler Lehraufträge in den USA wahr. Er kehrte nicht mehr nach Nazi-Deutschland zurück, und auch seiner Frau gelang die Ausreise.
Nagler erhielt 1940 ein Rockefeller-Stipendium und arbeitete von 1941 bis 1945 in einem kulturwissenschaftlichen Projekt des US-Navy-Intelligence-Office an der Yale University. Nagler lehrte danach Theatergeschichte an der Yale University und kuratierte die Theatersammlung an der Universität. Er schrieb für das The Theater Annual und das Shakespeare Quarterly. Er hatte Gastprofessuren an der Columbia University, der Freien Universität Berlin und mehrfach an der City University of New York. Auch nach seiner Pensionierung 1976 hielt er noch Seminare. 
Nagler war Mitgründer und eine Zeitlang Präsident der International Federation for Theatre Research und ebenso in der American Society for Theatre Research. Er war Mitglied der Österreichischen Akademie der Wissenschaften und erhielt das Österreichische Ehrenzeichen für Wissenschaft und Kunst.

## Schriften (Auswahl)
- Hebbel und die Musik. Görres-Gesellschaft. Köln : J. P. Bachem, 1928.
- Sources of Theatrical History. New York : Dover Publications, 1952.
- Shakespeare’s Stage. Übersetzung Ralph Manheim. New Haven : Yale University Press, 1958.
- A Source Book in Theatrical History. Courier Corporation, 1959.
- Theatre Festivals of the Medici 1539–1637. Übersetzung George Hickenlooper. New Haven : Yale University Press, 1964.
- The medieval religious stage : shapes and phantoms. New Haven : Yale University Press, 1976.
- Malaise in der Oper : Opernregie in unserem Jahrhundert. Rheinfelden : Schäuble, 1980 ISBN 978-3-87718-007-5.